# Allgemeines Zoll- und Handelsabkommen
Das Allgemeine Zoll- und Handelsabkommen (englisch General Agreement on Tariffs and Trade, GATT) wurde am 30. Oktober 1947 abgeschlossen, als der Plan für eine Internationale Handelsorganisation (ITO) nicht verwirklicht werden konnte. Das Abkommen trat am 1. Januar 1948 in Kraft.
Das GATT von 1947 begründete keine Internationale Organisation, sondern war ein völkerrechtlicher Vertrag, weshalb seine 23 Gründungsmitglieder (Australien, Belgien, Brasilien, Burma, Kanada, Ceylon, Chile, Republik China, Kuba, Frankreich, Indien, Libanon, Luxemburg, Neuseeland, Niederlande, Norwegen, Pakistan, Südrhodesien, Südafrikanische Union, Syrien, Tschechoslowakei, Vereinigtes Königreich sowie die USA) auch als „Vertragsparteien“ und nicht als Mitgliedsstaaten bezeichnet wurden. Die Bundesrepublik Deutschland trat am 1. Oktober 1951 diesem Vertragssystem bei. Österreich gehört dem GATT seit 19. Oktober 1951 an. Die Schweiz trat 1966 als Vollmitglied bei, wobei sie erklärte, dass das Zollgebiet der Schweiz das Gebiet des Fürstentums Liechtenstein wegen der Zollunion mit der Schweiz einschliesst, solange der Zollanschlussvertrag in Kraft steht. 1994 trat Liechtenstein als eigenständiges Mitglied bei. Alle Mitglieder der  Welthandelsorganisation (WTO) sind auch Vertragspartner des GATT. Sitz des GATT-Sekretariats war, bis zu seiner Ablösung durch die WTO 1995, das Centre William Rappard in Genf. Die WTO als Dachorganisation des GATT hat auch heute noch ihren Hauptsitz dort.
Es stellt eine internationale Vereinbarung über den Welthandel dar. Bis 1994 wurden in acht Verhandlungsrunden Zölle und andere Handelshemmnisse Schritt für Schritt abgebaut. Durch das GATT ist im Verlauf der Geschichte der Grundstein zur Gründung der Welthandelsorganisation (WTO 1995) gelegt worden, in die es heute noch eingegliedert ist. Damals gehörten dem Abkommen 123 gleichberechtigte Mitgliedsländer an. Zur Unterscheidung zwischen dem ursprünglichen und dem heutigen Übereinkommen im Rahmen der WTO wird in der Regel die Jahreszahl 1947 (GATT 1947) bzw. 1994 (GATT 1994) hinzugefügt.

## Geschichtlicher Hintergrund
Der Beginn des GATT liegt 1944 in den USA, als die Bretton-Woods-Konferenz stattfand, an der 44 Staaten teilnahmen. Diese ist für die Einrichtung eines festen Wechselkurssystems verantwortlich, gründete den Internationalen Währungsfonds (IWF) sowie die Weltbank. In einem Punkt jedoch konnte keine Einigung erzielt werden: Bei der Gründung einer Welthandelsorganisation. Stattdessen entwickelte die Bretton-Woods-Konferenz ein Vertragswerk, das 1948 in Kraft trat: Das Allgemeine Zoll- und Handelsabkommen (GATT).
Die administrative Leitung unterlag dem GATT-Sekretariat und dessen Vorsitzendem, dem Generaldirektor des GATT, welches u. a. die Welthandelsrunden organisierte.

## Aufgabenbereiche
Durch das GATT wurde festgelegt, dass Zölle, Abgaben und andere Hemmnisse im internationalen Handel abgebaut werden müssen. Dadurch sollten Welthandel und Weltwirtschaft gefördert werden.
Hieraus resultierten zwei Prinzipien: Erstens die Meistbegünstigungsklausel (Prinzip der Gleichbehandlung), bei der allen Handelspartnern eines Landes gleiche Zollvergünstigungen gewährt werden. Zweitens das Verbot der Diskriminierung, bei dem erlassene Ausnahmen vom Verbot mengenmäßiger Beschränkungen für alle gelten. Des Weiteren sollte durch das GATT ein Prozess zur Lösung von internationalen Handelskonflikten etabliert werden. Die Maßnahmen konzentrierten sich vornehmlich auf den Güterhandel. Ausnahmen von den GATT-Prinzipien sind auch möglich, wie zum Beispiel vom Meistbegünstigungsprinzip innerhalb einer Zollunion oder Freihandelszone, wie etwa der Europäischen Union. Auch Nachbarländern und Entwicklungsländern können besondere Handelspräferenzen eingeräumt werden.

### Grundsätze der Gleichbehandlung („Antidiskriminierung“)
Benachteiligungen beim Handel sollen im Wesentlichen durch drei Prinzipien verhindert werden:
1. Nach dem Meistbegünstigungsprinzip in Art. I GATT müssen Handelsvorteile, die einem Vertragspartner gewährt werden, auch für alle anderen Vertragspartner gelten. Im Widerspruch zum Meistbegünstigungsprinzip steht das Prinzip der Reziprozität (Gegenseitigkeit), das auch in einigen Regeln verankert ist.
2. Nach dem Prinzip der Inländerbehandlung in Art. III GATT müssen ausländische und inländische Anbieter grundsätzlich gleich behandelt werden.
3. Nach dem Kontingentverbot sind mengenmäßige Beschränkungen bei Importen oder Exporten grundsätzlich nicht zulässig.

#### Ausnahmen
Art. XIV erlaubt Ausnahmen vom Meistbegünstigungsprinzip.
Art. XII erlaubt Beschränkungen zum Schutz der Zahlungsbilanz.
Art. XIX erlaubt Notstandsmaßnahmen bei der Einfuhr bestimmter Waren, um zu verhindern, dass inländischen Erzeugern ernsthafter Schaden zugefügt wird. Diese Ausnahme wurde unter GATT 1947 häufig angewandt, ist in GATT 1994 jedoch durch ein zusätzliches Übereinkommen stärker reglementiert.
Art. XXV:5 erlaubt unter außergewöhnlichen, nicht vorgesehenen Umständen, dass eine Vertragspartei von einer Verpflichtung befreit wird. Über eine solche Ausnahme entscheiden die Vertragsparteien mit Zweidrittelmehrheit.
Art. XX regelt allgemeine Ausnahmen. Unter dem Vorbehalt, dass es nicht willkürlich stattfindet oder zu einer verschleierten Beschränkung des internationalen Handels führt, dürfen die Vertragsparteien unter anderem folgende Maßnahmen durchführen:
- Maßnahmen zum Schutz des Lebens und der Gesundheit von Menschen, Tieren und Pflanzen;
- Maßnahmen hinsichtlich der in Strafvollzug hergestellten Waren;
- Maßnahmen zum Schutz nationalen Kulturgutes von künstlerischem, geschichtlichem oder archäologischem Wert.

Und unter bestimmten Bedingungen:
- Maßnahmen zur Erhaltung erschöpflicher Naturschätze;
- Maßnahmen zur Durchführung von Verpflichtungen im Rahmen eines zwischenstaatlichen Grundstoffabkommens;
- Maßnahmen, die Beschränkungen der Ausfuhr inländischer Rohstoffe zur Folge haben.

Art. XXIV regelt Ausnahmen von Freihandelszonen und Zollunionen.

## Verhandlungsrunden
Von 1948 bis 1994 wurden durch das GATT die Regeln für einen Großteil des Welthandels festgelegt. In dieser Zeit gab es acht mehrjährige Verhandlungsrunden (u. a. in Frankreich, Großbritannien, Belgien und Marokko). Diese kontinentübergreifenden Treffen nahmen 1948 in Havanna (Kuba) ihren Anfang. Es stellte sich heraus, dass GATT das einzige multilaterale Instrument war, um den internationalen Handel kontrollieren zu können. In den Anfangsjahren konzentrierten sich die Handelsrunden auf Senkung der Zölle. Die sogenannte Kennedy-Runde (1964–1967) ergab ein Anti-Dumping-Abkommen zur Vermeidung von Preisverfall und eine Lektion zur Entwicklung.
In den 70ern stellte die Tokio-Runde den ersten bedeutenden Versuch dar, sich internationalen Handelsbarrieren zu widersetzen. Als letzte und umfangreichste Verhandlungsrunde führte die Uruguay-Runde (1986–1994) zur Gründung der WTO und einem neuen Katalog von Vereinbarungen.

### Die Tokio-Runde
Die Tokio-Runde (1973–1979) stellte einen ersten Versuch dar, das internationale Handelssystem zu reformieren. Es wurden Bemühungen fortgesetzt die Handelszölle weiter zu senken. Ein Resultat war die durchschnittliche Senkung der Zollgebühren für industriell gefertigte Produkte auf rund 4,7 %. Dies geschah nach dem Prinzip der Verhältnismäßigkeit: je höher der Zoll, umso höher die Kürzung.
In anderen Verhandlungsschwerpunkten traten Unstimmigkeiten zwischen den Teilnehmern auf. Ein Streitpunkt war die Reformierung des landwirtschaftlichen Handels. Dennoch einigte man sich über eine Reihe von Abkommen, die zollfreie Staatsgrenzen betrafen. In vielen Fällen unterzeichnete nur eine geringe Zahl von GATT-Mitgliedern diese Vereinbarungen, inoffiziell deshalb als Codes bezeichnet. Mehrere Codes wurden in der Uruguay-Runde überarbeitet und in multilaterale Verpflichtungen umgewandelt.

### Die Uruguay-Runde
Der Grundstein zur Uruguay-Runde wurde im November 1982 auf einem Treffen der Abgesandten in Genf gelegt. Das verabschiedete Arbeitsprogramm wurde zur Basis der in Uruguay verhandelten Agenda. Im September 1986 begannen in Punta del Este (Uruguay) die Verhandlungen. Sie beinhalteten ausstehende handelspolitische Probleme. Das Handelssystem wurde auf mehrere neue Bereiche ausgedehnt, um den Handel in den sensiblen Bereichen Landwirtschaft und Textilindustrie zu verbessern.
Neben diesen Punkten wurden alle ursprünglichen GATT-Texte besprochen. Dieser bis dahin größte Verhandlungsauftrag sollte über einen Zeitraum von vier Jahren vervollständigt werden. Nach der Hälfte der Zeit fand ein Treffen der Beauftragten in Montreal (Kanada, 1988) statt, um die Fortschritte des Auftrages zu bewerten. In diesen Gesprächen konnte jedoch keine Einigung erzielt werden. Aus diesem Grund fand im folgenden April ein erneutes Treffen der Offiziellen in Genf statt.
Am Ende der Verhandlungen stand ein Paket von Beschlüssen fest.
Um die Entwicklungsländer zu fördern, wurden Zugeständnisse in der Markttransparenz für tropische Produkte gemacht. Zur schnellen Beseitigung von Streitigkeiten unter den Handelspartnern wurden ein Konfliktsystem sowie ein Prüfmechanismus für die Handelspolitik eingeführt. In landwirtschaftlichen Fragen wurden dagegen kaum Ergebnisse erzielt, und man beschloss, die Gespräche später fortzusetzen. Letztendlich entstand ein erster Entwurf der endgültigen rechtlichen Übereinkunft, der „Final Act“. Dieser wurde von dem späteren Generaldirektor des GATT Arthur Dunkel übersetzt und im Dezember 1991 in Genf vorgelegt. Der Text erfüllte alle Aspekte der Uruguay-Runde mit einer Ausnahme: Die Liste der Verpflichtungen zum Beschneiden der Importsteuern und Öffnung ihrer Dienstleistungsmärkte (siehe auch GATS, engl. General Agreement on Trade in Services). Der Entwurf wurde zur Basis für den endgültigen Beschluss.
Im Juli 1993 gaben die USA, Japan, die EU und Kanada bekannt, dass wichtige Fortschritte in den Zollverhandlungen ähnlicher Bereiche (Marktzugang) erzielt wurden. Es dauerte bis zum 15. Dezember 1993, bis jedes Problem gelöst wurde und die Verhandlungen über den Marktzugang von Gütern und Dienstleistungen endeten. Das Abkommen wurde am 15. April 1994 in Marrakesch (Marokko) von den Abgeordneten der 123 teilnehmenden Staaten unterzeichnet.

## Doha-Runde
Als Doha-Runde wird ein Paket von Aufträgen bezeichnet, die die Wirtschafts- und Handelsminister der WTO-Mitgliedstaaten 2001 auf ihrer vierten Konferenz in Doha bearbeiten und bis 2005 abschließen sollten. Nach etlichen Verhandlungsrunden gilt die Doha-Runde seit 2016 als gescheitert.

## Ergebnisse
Die im Allgemeinen Zoll- und Handelsabkommen beschlossenen Aktionen stellten lediglich ein Provisorium dar. Dennoch konnte 47 Jahre lang die Liberalisierung des Welthandels gefördert und gesichert werden. Die fortwährende Minimierung der Zölle regte zwischen den 50er und 60er Jahren sehr hohe Wachstumsraten des Welthandels an. Infolgedessen konnte ein durchschnittliches Wachstum von 8 % pro Jahr erreicht werden. Während der GATT-Ära überstieg das Handelswachstum durch die Handelsliberalisierung das Produktionswachstum. Die Stabilität dieses Handelssystems verursachte einen Anstieg der Mitgliederzahl seit der Uruguay-Runde. Die Reformen bewirkten eine nachhaltige Verbesserung und Entwicklung der internationalen Wirtschafts- und Handelsbeziehungen.
Für die Gründung der WTO wurden die Errungenschaften der GATT-Verhandlungen als Dachvertrag  genutzt und bestehen noch heute. Die GATT-Regelungen setzen sich aus den ursprünglichen Verträgen von 1947 (GATT 1947), den aktualisierten Satzungen der Uruguay-Runde und den abschließenden Änderungen von 1994 ((GATT 1994), Marrakesch) zusammen. Heutzutage kontrolliert die WTO den internationalen Güterhandel.